# Península de Taiarapu
La península de Taiarapu o Tahití Iti, literalmente "Pequeña Tahití", es una península en el sureste de la isla de Tahití, en la Polinesia Francesa. Unido al resto de esta isla por el istmo de Taravao, se comparte entre los municipios de Taiarapu-Este y Taiarapu-Oeste.
La parte oriental de la península, más allá de Teahupo'o y Tautira, se llama Fenua 'Aihere, pronunciado [f e n w a i ʃ e r e], y tiene fama de ser la última área salvaje de la isla de Tahití, y un refugio de la biodiversidad nativa de la isla. Cabe destacar que esta zona solo es accesible en barco.

## Comunas

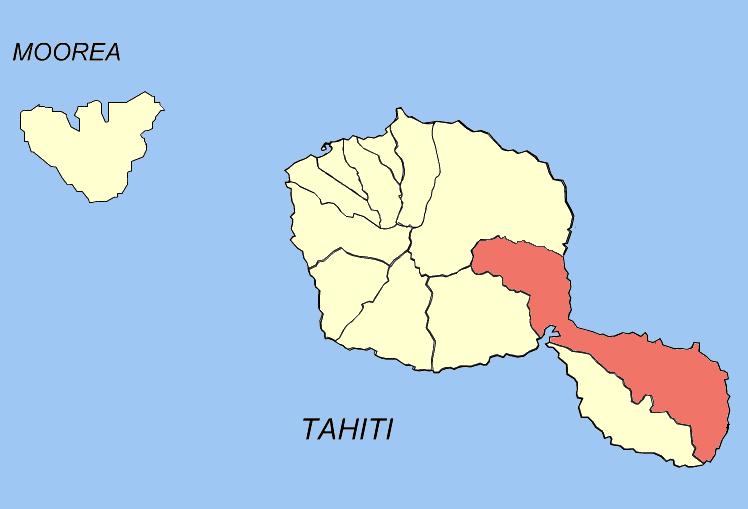
Localización de la comuna de Taiarapu-Este (en rojo)
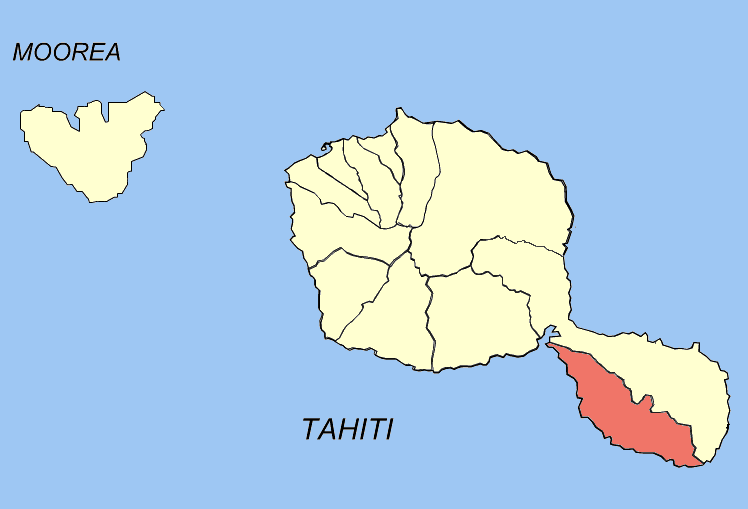
Localización de la comuna de Taiarapu-Oeste (en rojo).